# Jan Klimek (NS-Opfer)
Jan Klimek (* 20. September 1889 in Morroschin, Kreis Dirschau; † 5. Oktober 1939 in Saspe-Danzig) war ein polnischer Postbeamter und Opfer der NS-Militärjustiz.

## Leben
Nach dem Ersten Weltkrieg lebte er in der Freien Stadt Danzig und war als Assistent bei dem Polnischen Postamt (Poczta Polska w Wolnym Mieście Gdańsku) am Heveliusplatz in der Danziger Altstadt angestellt. Bei dem Überfall auf Polen 1939 wurde das Postamtsgebäude am 1. September um 4.45 Uhr von der SS-Heimwehr Danzig angegriffen und es kam zu dem Gefecht um das polnische Postamt in Danzig. Als die Verteidiger sich um 19 Uhr ergaben, wurden sie verhaftet und Jan Klimek kam in das Gefängnis auf Bischofsberg. Am 8. September ist er von dem Kriegsgericht unter dem Gerichtsvorsitzenden Kurt Bode und Richter Hans-Werner Giesecke zum Tode verurteilt worden. Die Exekution durch Erschießen wurde am 5. Oktober von den SS-Männer unter Kommando von Max Pauly auf dem Militärgelände in Saspe vollzogen – dort wurden auch die Leichen begraben.

## Im Gedenken
Von der Polnischen Exilregierung aus wurde ihm posthum der Orden Virtuti Militari verliehen und er wurde zum Ehrenbürger der Stadt Danzig ernannt. Im Jahr 1992 erfolgte die Umbettung auf den Ehrenfriedhof in Zaspa.